# Kányavár
Kányavár là một thị trấn thuộc hạt Zala, Hungary. Thị trấn này có diện tích 4,2 km², dân số năm 2010 là 114 người, mật độ 27 người/km².